# HD151363
HD151363 — хімічно пекулярна зоря спектрального класу B9, що має видиму зоряну величину в смузі V приблизно  7,7.
Вона  розташована на відстані близько 743,0 світлових років від Сонця.

## Фізичні характеристики
Телескоп Гіппаркос зареєстрував фотометричну змінність  даної зорі з періодом    2,57 доби в межах від  Hmin= 7,83 до  Hmax= 7,77.

## Пекулярний хімічний склад
Зоряна атмосфера HD151363 має підвищений вміст 
Si
.